# 华卡雷瓦雷瓦红杉林

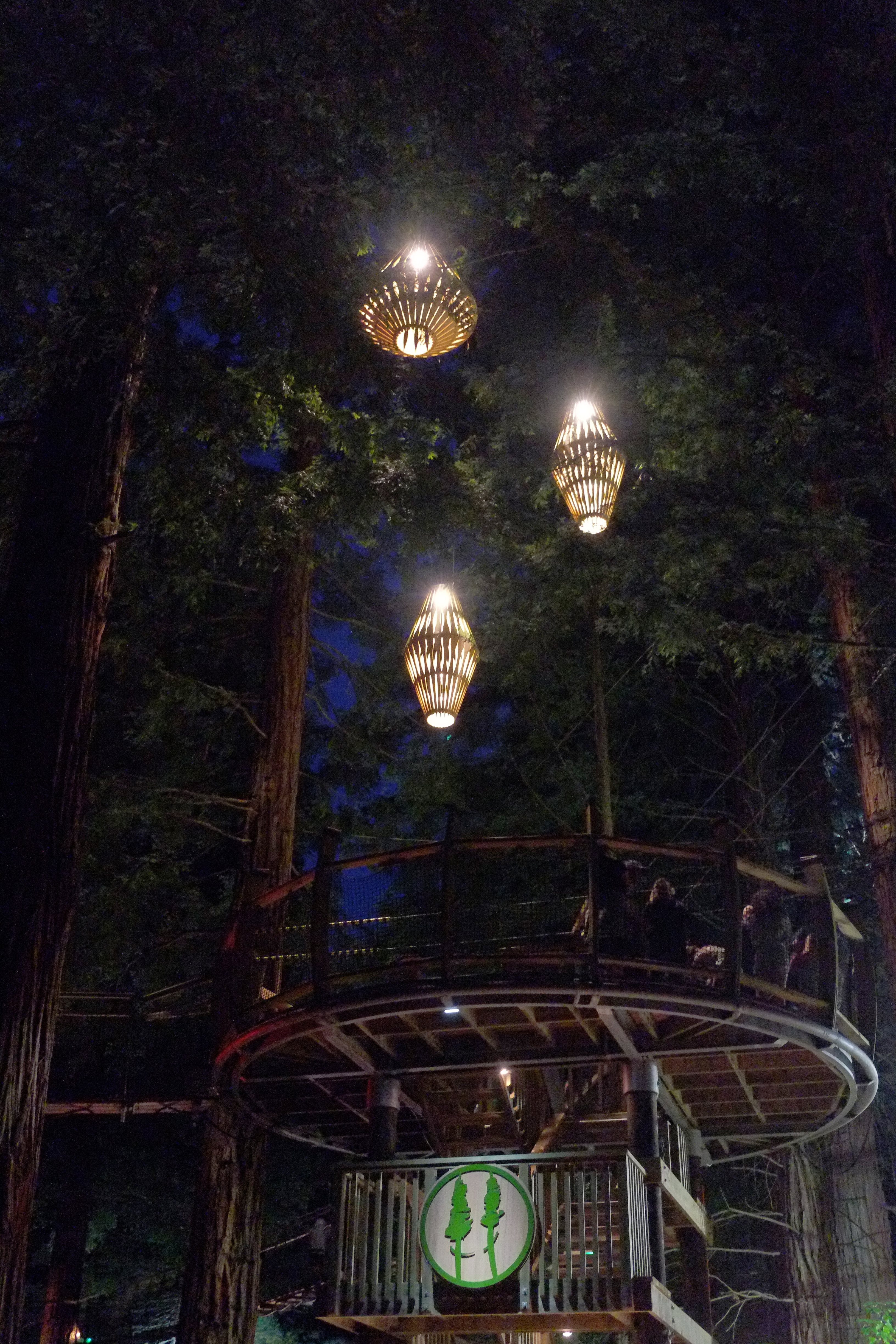
夜晚的红杉林步道

华卡雷瓦雷瓦红杉林（Whakarewarewa Redwoods Forest）是新西兰罗托路亚郊区的一片位於海岸邊的紅杉，毗邻華卡雷瓦雷瓦温泉区。这些树木是在20世纪初從美國加利福尼亞州引入种植，當時新西兰種植這些樹木的目的是想看看外来树种能否在新西蘭種植。随后由于新西蘭更肥沃的土壤和更多的降雨量，这些树木的生长速度超过了它们的故土加利福尼亞州，100年后高度就達到了70（230英尺）。森林中最高的红杉高度达75米。